# AD Ateneu
Der Associação Desportiva Ateneu ist ein Sportverein aus Montes Claros, im brasilianischen Bundesstaat Minas Gerais.

## Geschichte
Am 1. Mai 1947 gründeten Studenten des Kolleg der örtlichen Diözese den Klub. Dieser erhielt zunächst den Namen Padre Osmar Futebol Clube als Hommage an den damaligen Direktor der Schule. Kurz darauf änderte der Verein seinen Namen in Esporte Clube João Rabello, nach einem seiner Gründer. Im Jahr 1970 beschloss der Vorstand des Vereins schließlich, den Namen erneut zu ändern, diesmal in Associação Desportiva Ateneu. In seinem Logo und Trikot nahm der Klub sich ein Vorbild an dem CR Vasco da Gama aus Rio de Janeiro.
Für 1969 ist erstmals eine Teilnahme an Spielen der Staatsmeisterschaft von Minas Gerais nachgewiesen. Der Klub trat hier im Módulo II, deren zweiter Liga, an. Seinen Einstand gab Ateneu am 20. Juli beim SC Juiz de Fora. Das Debüt misslang, der Klub verlor mit 0:2. Ein zweiter Auftritt in der Liga erfolgte 1978. Dieser hatte positive Folgen für Ateneu. In der Abschlusstabelle reichte es nur für den letzten Platz der sieben Teilnehmer. Die ersten beiden waren als Aufsteiger in die oberste Spielklasse der Staatsmeisterschaft 1979. Für diese war eine Erweiterung von zwölf auf 14 Klubs geplant. Der SE Guaxupé erhielt als Drittplatzierter einen der Zugänge. Der weitere Zugang ging aber nicht an den Vierten, den UR Trabalhadores, sondern an Ateneu. Begründet wurde dieses mit dem besten finanziellem Ergebnis 1978. In der Staatsmeisterschaft 1979 trat der Klub am 7. April zum ersten Mal bei Atlético Mineiro an (0:3–Niederlage). Im Folgejahr schied man aus der obersten Spielklasse wieder aus. In der Folgezeit trat Ateneu in den verschiedenen Spielklassen der regionalen Meisterschaft an, kehrte aber nicht wieder in die oberste zurück. Im Zuge der Austragung des Módulo II 2003 brach man die Teilnahme ab und zog sich im Anschluss vom Profifußball zurück. Seitdem bietet man Fußball nur in den Jugendkategorien an.

## Teilnahme an Fußballwettbewerben
| Wettbewerb                          | Teilnahmen                                                                                    |
| ----------------------------------- | --------------------------------------------------------------------------------------------- |
| Staatsmeisterschaft                 | 1× – 1979–1980                                                                                |
| Staatsmeisterschaft Módulo II       | 12× – 1969, 1978, 1984–1989, 1997 (qualifiziert, nicht teilgenommen), 2000–2003 (abgebrochen) |
| Staatsmeisterschaft Segunda Divisão | 4× – 1990, 1995–1996, 1999                                                                    |
| Staatspokal                         | 2× – 1979–1980                                                                                |

## Erfolge
- Staatsmeisterschaft von Minas Gerais – Segunda Divisão: 1996, 1999